# Échilleuses
Échilleuses település Franciaországban, Loiret megyében. Lakosainak száma 387 fő (2022. január 1.). Échilleuses Boësses, Bromeilles, Givraines, Grangermont, La Neuville-sur-Essonne, Puiseaux és Beaumont-du-Gâtinais községekkel határos.

## Népesség
A település népességének változása:
| Lakosok száma | 311  | 270  | 272  | 333  | 386  | 396  | 396  | 389  | 386  | 387  |
|               | 1968 | 1982 | 1990 | 2006 | 2013 | 2015 | 2017 | 2019 | 2020 | 2022 |